# Cohen at Coney Island
Cohen at Coney Island è un cortometraggio muto del 1909 diretto da George D. Baker.
"Cohen" è "l'ebreo" nella sua versione comica stereotipizzata che dal vaudeville entrò quindi nel cinema. Interpretato volta volta da attori diversi, il personaggio è il protagonista sin dal 1904 di numerosi cortometraggi, dove la caricatura tende talora pericolosamente a sfociare in aperto antisemitismo.
Qui ad interpretare il ruolo di "Cohen" è nel suo primo film John Bunny, un attore che diventò molto popolare nei ruoli comici. Il film ebbe un sequel Cohen's Dream, sempre interpretato da Bunny e dallo stesso gruppo di attori. I due corti uscirono nelle sale programmati insieme.

## Trama
La famiglia Cohen (padre, madre e figli) trascorrono un giorno di vacanza a Coney Island. Visitano tutte le attrazioni del parco di divertimento per concludere la giornata con un tuffo nell'oceano.

## Produzione
Il film fu prodotto dalla Vitagraph Company of America.

## Distribuzione
Distribuito dalla Vitagraph Company of America, il film - un cortometraggio di 198 metri - uscì nelle sale cinematografiche statunitensi il 23 marzo 1909. Nelle proiezioni, veniva programmato con il sistema dello split reel, accorpato in un'unica bobina con un altro cortometraggio prodotto dalla Vitagraph, Cohen's Dream, che è il sequel della storia.